# Стромовка (Київ)
«Стромовка» — парк у Києві на Шулявці, влаштований в кінці 1900-х років іммігрантами-чехами, в теперішній час його територія забудована. Назва дана на честь однойменного парку в Празі на місці колишніх королівських мисливських угідь.
Парк був створений з ініціативи чеського товариства ім. Я. А. Коменського, яке діяло в Києві з 1907 року, точні дати створення парку невідомі. (Відомо, що парк було впорядковано раніше, ніж поруч із ним виникла чеська школа, тобто він створювався в період між березнем і вереснем 1907 року). На Шулявці в ті роки перебувала колонія чехів, які переважно працювали на заводі Гретера і Криванека (нині завод «ПКМЗ»). Чеськими ентузіастами була взятий в оренду невелика ділянку казенних земель, призначених для продажу під дачі. У XVIII столітті на цьому місці знаходилася дачна садиба архітектора Шеделя. Ділянка займала територію між Брест-Литовським шосе (нині пр. Берестейський), вулицею Заводською (Вадима Гетьмана), 2-й Дачній лінією (Сім'ї Бродських) і Дачним провулком (вул. Академіка Янгеля). На ділянці вже росли великі дерева, інженер заводу Гретера і Криванека Віктор Кашпар упорядкував зелені насадження, побудував легкі павільйони для літнього ресторану, самодіяльного театру, влаштував альтанку, лавки. В. Кашпар став і керівником заходів, на яких для нагляду над чехами — підданими Австро-Угорщини — обов'язково був присутній поліцейський. Для наглядача був влаштований окремий столик з карафкою та закусками.
У вихідні на «Стромовці» проходили народні гуляння, на які приходили жителі Шулявки, сусідній Караваєвщини та інших районів міста. Виступали духовий і струнний оркестри, давалися спектаклі самодіяльного театру, режисером якого був інженер Е. Марек — грали головним чином чеські комічні постановки, працював кегельбан, дівчата танцювали в чеських національних нарядах.
У 1915—1916 роках у Києві з'явилися військовополонені австрійські чехи, які звільнялися з таборів товариством ім. Я. А. Коменського і влаштовувалися робітниками на заводи. Серед них були професійні театральні діячі, і рівень виступів театру на «Стромовці» помітно підвищився. Тут з'явився жіночий хор, виступав драматичний актор Зденек Штепанек, з театром співпрацював Ярослав Гашек, свої рецензії на театральні вистави у київській газеті «Чехослован» він підписував ініціалами J.H. У літній сезон у парку агітували військовополонених вступати в чеські підрозділи російської армії, взимку для цієї мети орендувалося приміщення на Лук'янівці («Народна аудиторія» на вул. Бульварно-Кудрявській, 26).
29 липня 1917 до Києва прибув голова Чехословацької Національної ради в Парижі Т. Г. Масарик. У той же день він провів на «Стромовці» зустріч з київською чеської громадою, оглянув парк, позитивно відгукувався про театр і запропонував зробити його пересувним: «Армія повинна мати театр на колесах».
Після приходу більшовиків у 1919 році паркові споруди розбиралися на дрова, дерева вирубувалися. Згодом територія колишньої «Стромовки» була забудована, там знаходиться, зокрема, школа № 71.